# Schijngevel

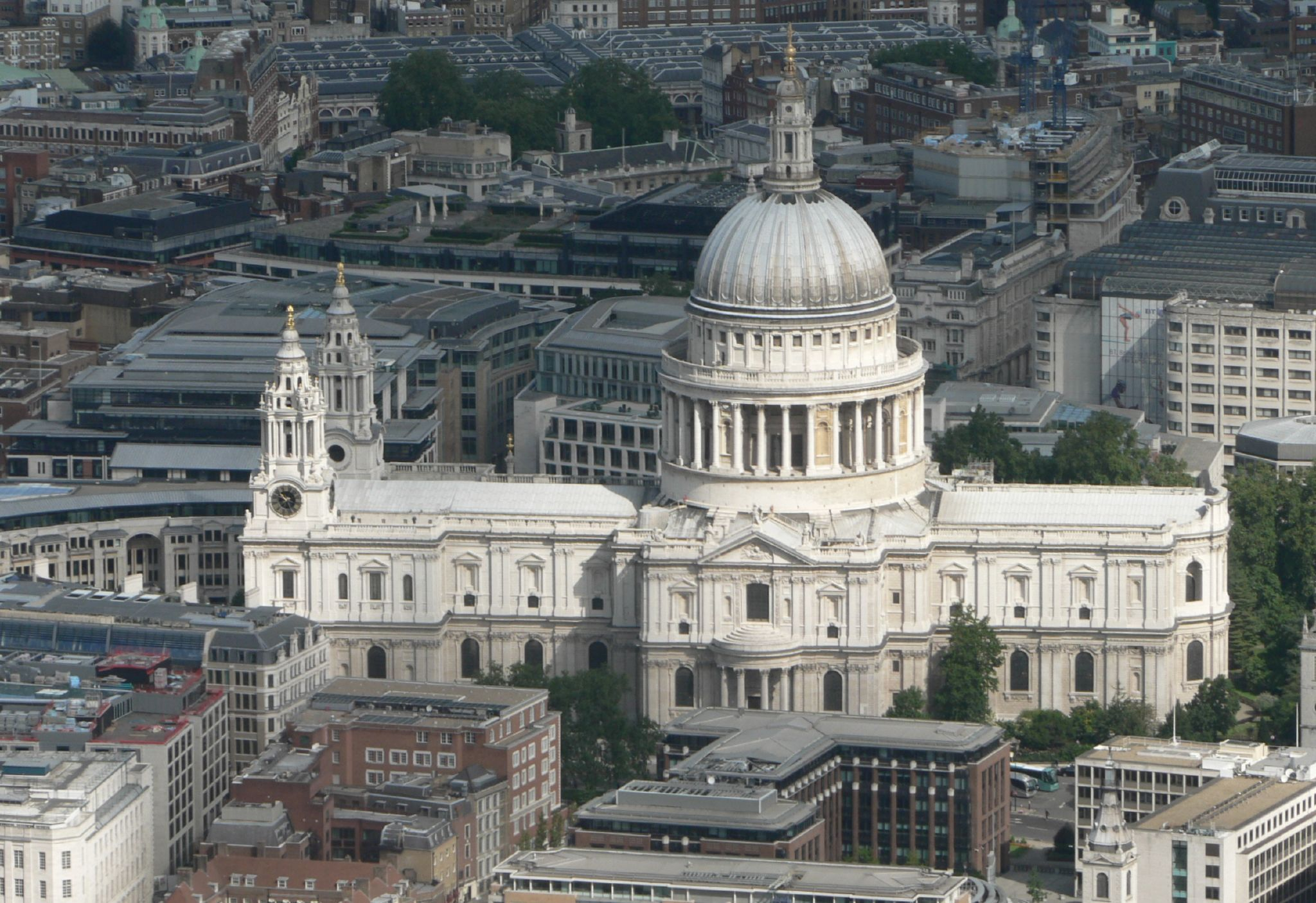
De St Paul's Cathedral in Londen lijkt een begane grond en een verdieping te hebben, dit is echter een illusie die de architect schiep.

Een schijngevel is een term die gebruikt wordt voor verschillende soorten gevels. Het woord kan betrekking hebben op een gevel die hoger of breder is dan het achterliggende gebouw. In dit geval schept de schijngevel de illusie van een groter gebouw dan in werkelijkheid aanwezig is. De term kan ook gebruikt worden voor een gevel die ogenschijnlijk een verdieping meer heeft dan het bouwwerk zelf. Ook wordt de term gebruikt bij een vóór het gebouw geplaatste gevel. Deze soort schijngevels staan los van het gebouw en dienen slechts een esthetisch doel.

## Voorbeelden
In de middeleeuwen werden al schijngevels gebruikt. Achter een hoge, horizontale gevel ging een diep huis schuil met een zadeldak. Alleen de nok van het dak bereikte de hoogte van de gevel, het overige deel van de aflopende dakvlakken kwam minder hoog. Soms werden de gevels met (schijn)kantelen uitgevoerd om de verdedigende illusie te versterken. De halsgevel en Gelderse gevel zijn latere voorbeelden van dit type schijngevel.
De tweedeling van de gevels van de St Paul's Cathedral is strijdig met de eenheid van de binnenruimte. Of anders gezegd, de gevels wekken de indruk dat er ten minste twee verdiepingen zijn, die er echter niet zijn. Dit zou als een 'schijngevel' getypeerd kunnen worden.
Een modern zakelijk gebouw kan een zachter uiterlijk gegeven worden door in de gevel andere materialen te gebruiken en zo een vriendelijker uitstraling te maken. Een gevel uit staalprofielen verandert voor de voorbijganger wanneer deze is begroeid met klimop en andere planten. Een laatste voorbeeld van een schijngevel is het behouden van een oude voorgevel bij sloop, terwijl de rest van het bouwwerk door nieuwbouw wordt vervangen, een aanpak die wel aangeduid wordt als façadisme.
De gevel van de Doelen in Rotterdam is opgebouwd uit glas, aluminium en natuursteen. Op de verdieping staat het natuurstenen raster op 80 cm van de glazen gevel en vormt zo een schijngevel. Volgens de architecten moet het gebouw op deze manier afwijken van de omringende zakelijke en commerciële bebouwing.

### Varianten in Zuid-Duitsland en Oostenrijk
In de stroomgebieden van de Inn en de Salzach, in de Duitse deelstaat Beieren en in Oostenrijk, zijn in steden hele rijen huizen voorzien van schijngevels. Men noemt dit de Inn-Salzach-Bauweise.

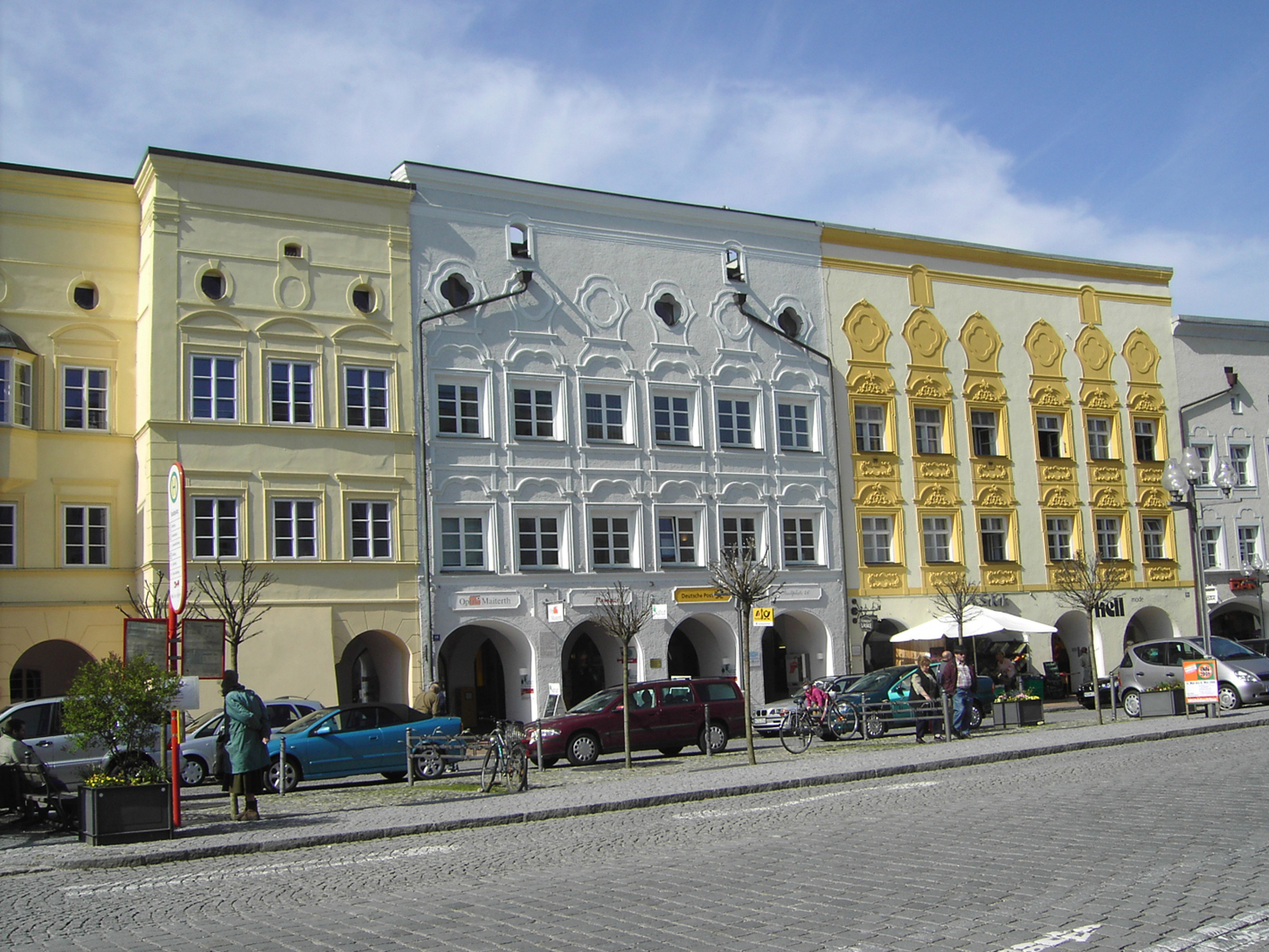
Rij huizen met schijngevels te Mühldorf am Inn, Duitsland
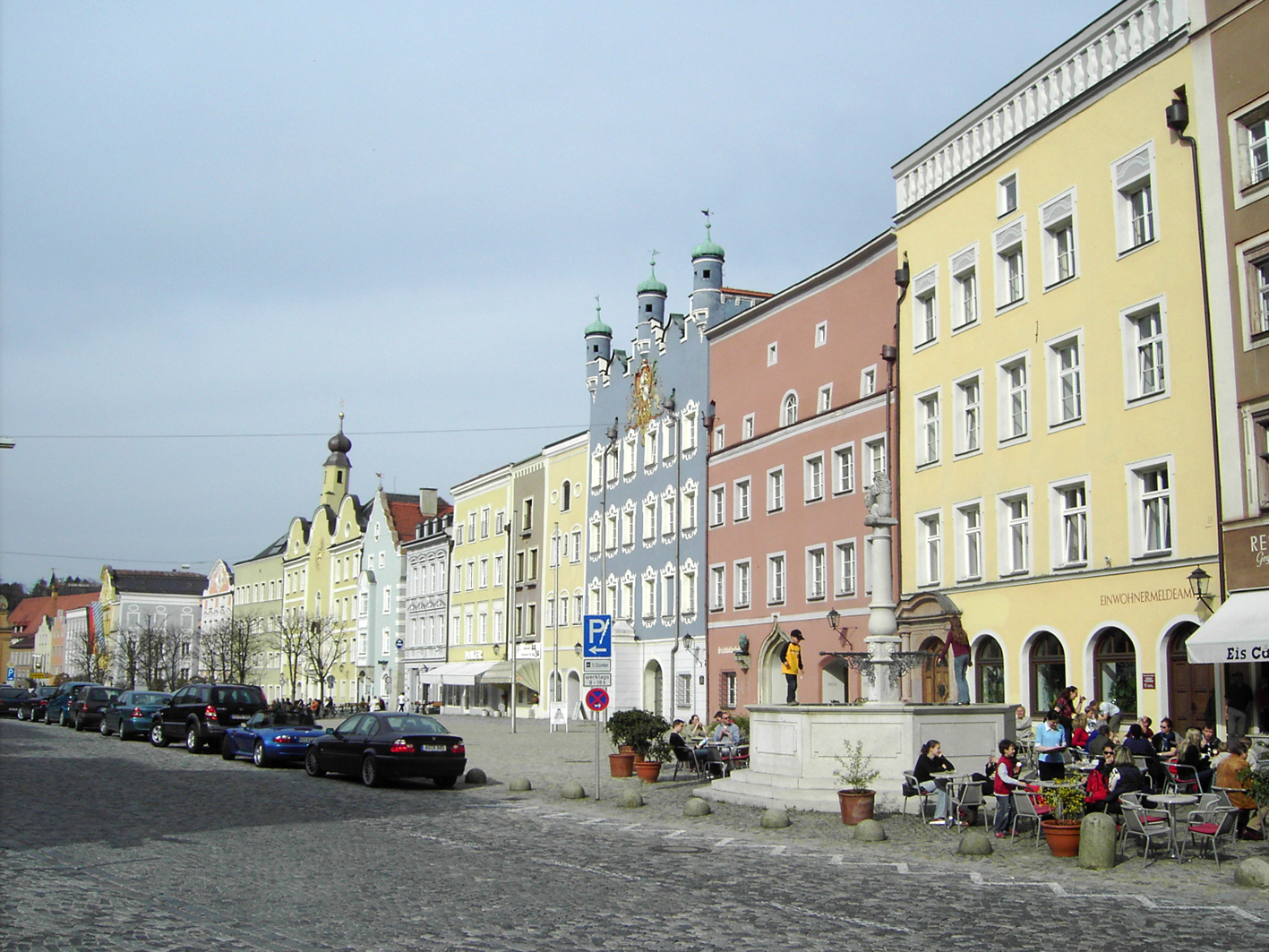
Idem te Burghausen
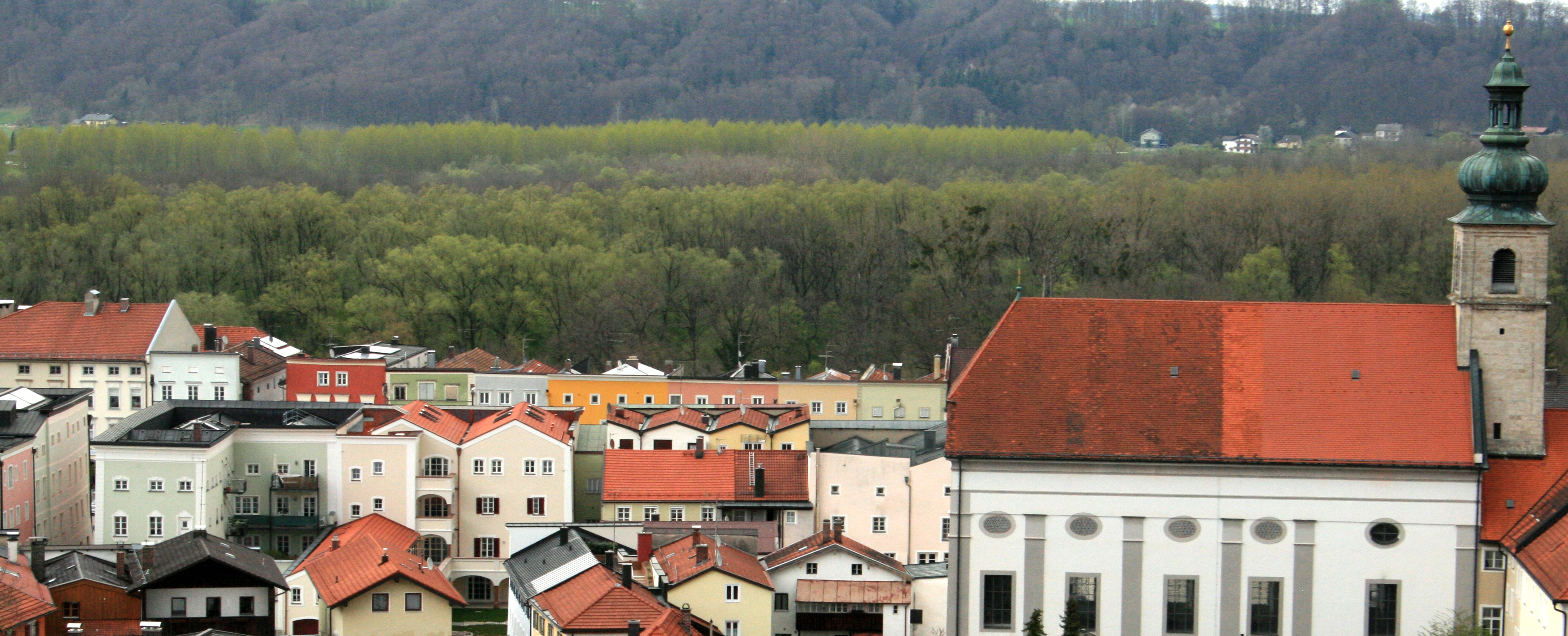
Idem te Tittmoning, van één rij gevels is de achterkant te zien

De rechthoekige schijngevels, die in deze streek voorkomen sedert de 17e en 18e eeuw, toen de houten en lemen huizen in veel kleine en middelgrote steden na stadsbranden van steen herbouwd werden,  verlenen de rij huizen een monumentaal, statig karakter. Wanneer de huizen dan ook nog in een esthetisch aantrekkelijke, lichte kleur worden gestuct, ontstaat een monumentaal, aan voorname Italiaanse steden herinnerend stadsbeeld.
De achter de gevels gebouwde huizen hebben vaak een vlinderdak, of als het brede huizen zijn, twee vlinderdaken naast elkaar, in Duitsland en Oostenrijk: Grabendach genaamd; het is, alsof de daken de kanten vormen van een greppel (Graben).

## Doel
Het doel van een schijngevel kan gericht zijn op het inpassen binnen de omgeving en op de esthetische eigenschappen (oftewel het uiterlijk). De afgebeelde St Paul's Cathedral in Londen is een voorbeeld van inpassen in de omgeving. Ook kan de indruk worden gegeven dat een gebouw groter is, dan het eigenlijk is, door de gevel iets groter uit te voeren of iets dieper op bepaalde plekken. Op esthetisch vlak kan een schijngevel dienen om een pand met een moderne, zakelijke bouw een zachter uiterlijk te geven.

## Foto's

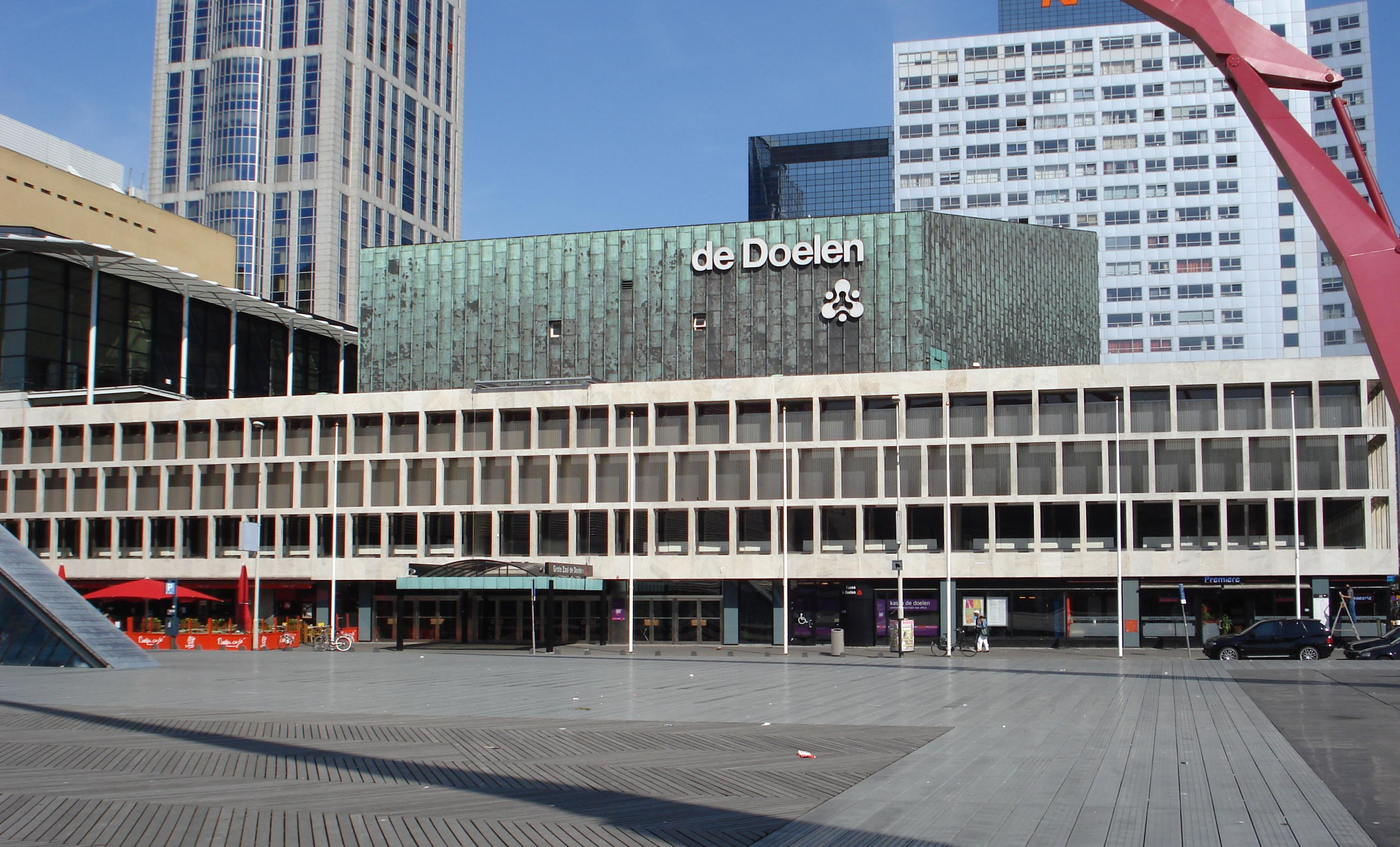
De Doelen Rotterdam
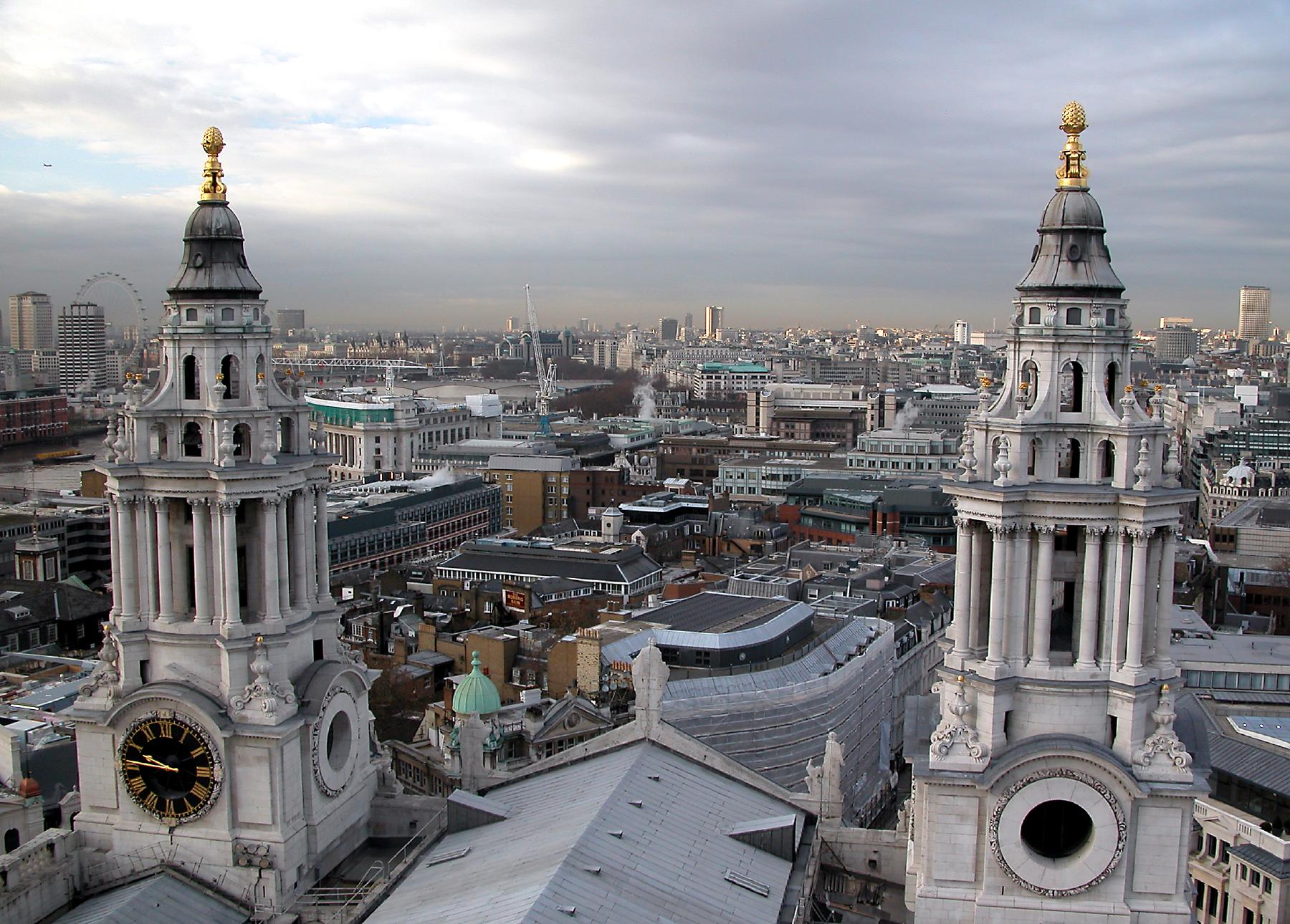
Hier wordt de schijngevel van St. Paul's Cathedral van de achterkant getoond. Te zien is dat het schuine dak iets lager is dan de gevel, waardoor het zicht op het achterliggende deel van het bouwwerk wordt weggenomen.
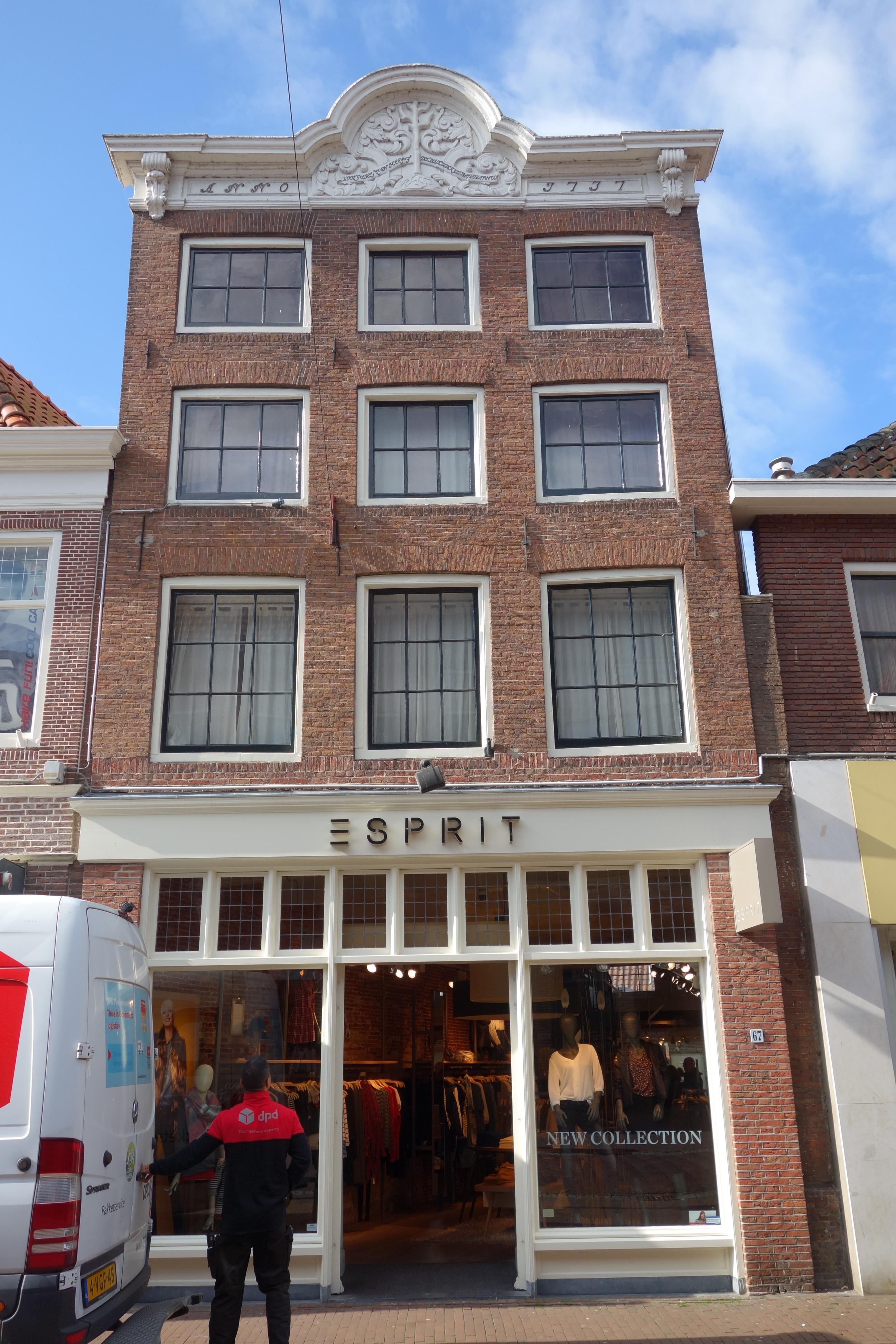
De bovenste drie vensters van Grote Noord 67 in Hoorn hebben geen functie. Achter deze drie vensters bevindt zich meteen het dak.
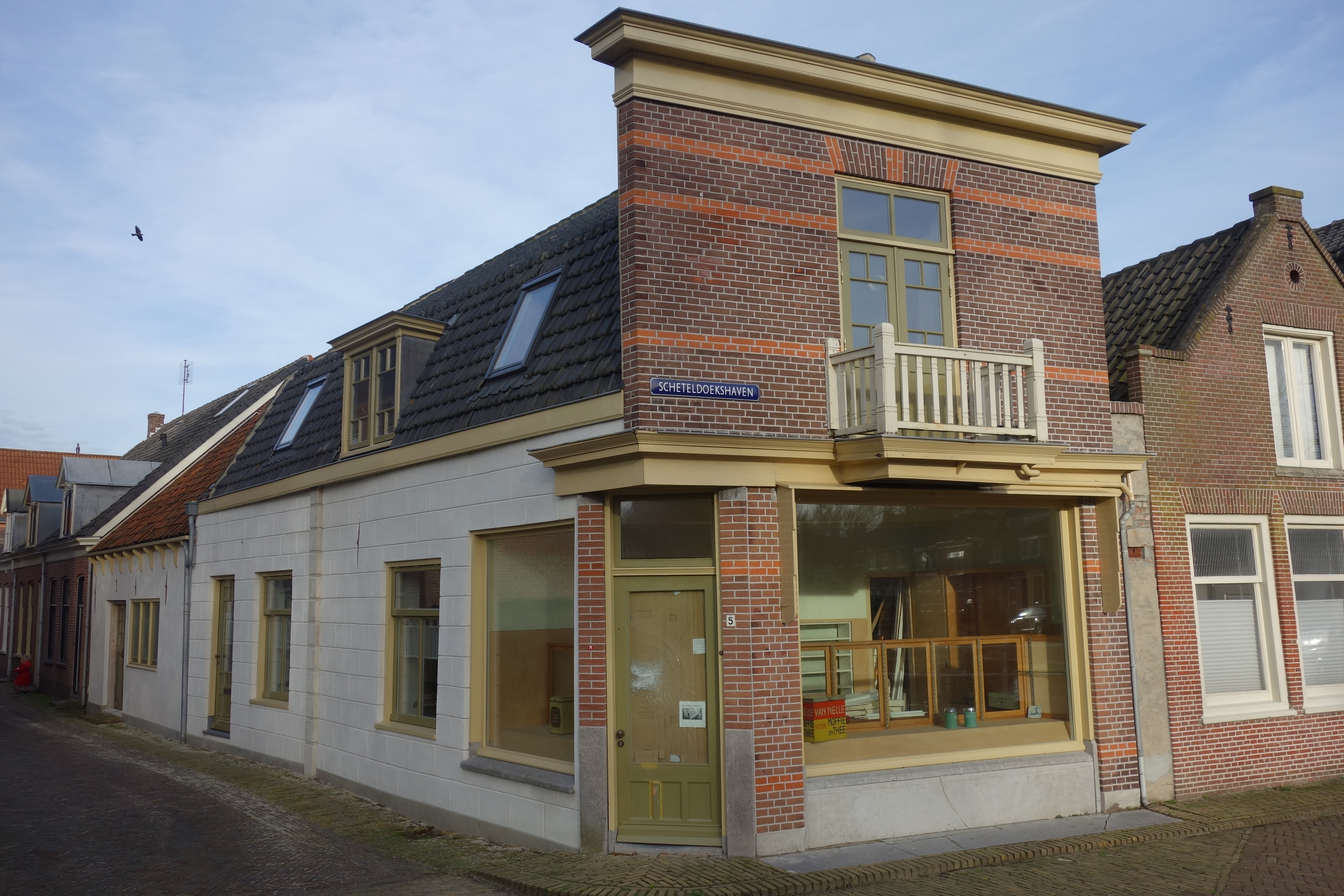
Scheteldoekshaven 5, gemeentelijk monument in Alkmaar. Hier is duidelijk te zien dat de gevel hoger is dan het dak.